# Борисфен-2
«Борисфе́н-2» — український футбольний клуб з міста Борисполя Київської області. Фарм-клуб бориспільського «Борисфена».

## Всі сезони в незалежній Україні
| Сезон   | Чемпіонат     | Чемпіонат | Чемпіонат | Чемпіонат | Чемпіонат | Чемпіонат | Чемпіонат | Чемпіонат | Кубок | Кубок | Кубок | Кубок | Кубок | Кубок | Кубок | Примітка |
| Сезон   | Ліга          | Місце     | І         | В         | Н         | П         | М         | О         | Етап  | І     | В     | Н     | П     | М     | О     | Примітка |
| ------- | ------------- | --------- | --------- | --------- | --------- | --------- | --------- | --------- | ----- | ----- | ----- | ----- | ----- | ----- | ----- | -------- |
| 2001/02 | Друга Група Б | 15 з 18   | 34        | 11        | 3         | 20        | 35−50     | 36        | —     | —     | —     | —     | —     | —     | —     |          |
| 2002/03 | Друга Група Б | 14 з 16   | 30        | 9         | 1         | 20        | 23−51     | 28        | —     | —     | —     | —     | —     | —     | —     |          |
| 2003/04 | Друга Група А | 16 з 16   | 30        | 7         | 6         | 17        | 28−46     | 27        | —     | —     | —     | —     | —     | —     | —     |          |
| Всього  | Друга         | 3 сезони  | 94        | 27        | 10        | 57        | 86−147    | 64        | —     | —     | —     | —     | —     | —     | —     |          |

## Відомі футболісти
- Максим Лісовий